# Petrit Selimi
Petrit Selimi (Pristina, Kosovo, aleshores RFS de Iugoslàvia, 1 de maig de 1979) és un polític i diplomàtic kosovar. El 2016 va ocupar el càrrec en funcions de ministre d'Afers Exteriors de Kosovo. Va ser viceministre d'Afers Exteriors durant dos mandats consecutius, sota els primers ministres Hashim Thaçi (2011-2014) i Isa Mustafa (2014-2016). Després de l'elecció de l'exministre d'Exteriors Hashim Thaçi com a president de Kosovo, Selimi va ser nomenat ministre en funcions. Selimi va treballar com a consultor privat de relacions públiques, fins al juny de 2011, quan va ser nomenat pel primer ministre de Kosovo, Hashim Thaçi, viceministre d'Afers Exteriors.